# Yunio Barrueta
Yunio Barrueta (Cienfuegos, Cuba, 15 de abril de 1993) es un baloncestista estadounidense con ciudadanía cubana, que pertenece a la plantilla del Obradoiro CAB de Primera FEB. Con 1,98 metros de estatura, juega en la posición de alero.

## Trayectoria deportiva

### Universidad
Jugó una temporada con los Buccaneers de la Universidad Estatal de Tennessee Oriental, en la que promedió 2,4 puntos y 2,3 rebotes por partido. Al término de la misma fue transferido a los Buccaneers de la Universidad Barry, de la División II de la NCAA, donde jugó tres temporadas más, en las que promedió 19,4 puntos y 9,3 rebotes por partido, siendo elegido debutante del año de la Sunshine State Conference en 2014, Jugador del Año en 2016, e incluido en el mejor quinteto de la conferencia en las tres temporadas.

### Profesional
Tras no ser elegido en el Draft de la NBA de 2016, en el mes de junio firmó su primer contrato profesional con el Okapi Aalstar belga, donde jugó una temporada en la que promedió 11,9 puntos y 3,6 rebotes por partido.
En agosto de 2017, fichó por el Denain ASC Voltaire de la Pro B, la segunda división francesa. Allí jugó una temporada saliendo desde el banquillo, en la que promedió 12,8 puntos y 3,0 rebotes por encuentro.
En junio de 2018 se comprometió con el SLUC Nancy, también de la Pro B francesa.
Tras dos temporadas en el SLUC Nancy, en julio de 2020 firma por el ALM Evreux Basket de la LNB Pro B francesa para disputar la temporada 2020-21.
En la temporada 2021-22, firma por el Maccabi Ashdod B. C. de la segunda división de Israel.
El 28 de abril de 2022, firma por el Lille Métropole Basket Clubs de la LNB Pro B francesa, donde disputa 4 partidos en el tramo final de la liga.
El 9 de agosto de 2022, firma por el Club Basquet Coruña de la Liga LEB Oro.En la temporada 23-24 conseguiría el ascenso a la Liga ACB. El 29 de septiembre de 2024, en su debut con el conjunto gallego en la primera división española, anotó un 3+1 en el último segundo contra el Real Madrid Baloncesto que supuso la primera victoria de la historia del club en la liga ACB.
El 22 de julio de 2025, firma por el Obradoiro CAB de Primera FEB.